# Аксазди
Аксазди́ (каз. Ақсазды) — село у складі Алгинського району Актюбінської області Казахстану. Входить до складу Ушкудуцького сільського округу.
До 2008 року село називалось Петровка.
Населення — 64 особи (2021; 109 у 2009, 208 у 1999, 259 у 1989).